# Ciberpolítica
Ciberpolítica es un término empleado por académicos que analizan la profundidad y finalidad del uso de Internet para el activismo político. Abarca todas las formas del software social, lo que incluye periodismo, búsqueda de fondos, uso de blogs, construcción de organizaciones y voluntariado. No debe confundirse con una estrategia de marketing, sino de toma de decisiones, creación de lobbys e influencia de ciudadanos voluntarios en la política de cada país.
La ciberpolítica es la expresión que sienten los sujetos cibernéticos de realizar actividades políticas en el ciberespacio. No es la negación de la política, pero sí de su transformación en cuanto la manera de hacer política. En esta no cuentan las reuniones de los comités de base, son las redes sociales que hacen y de hacen las agendas políticas. No hay militancia partidaria, lo que cuenta es el ciberativista, el cual participa e inciden en las redes. En la ciberpolítica los sujetos se organizan en red, el liderazgo es compartido, no hay “masa”, cada quien tiene algo que decir y lo dice. No hay control para callar la gente, el ciberespacio, es un descontrol, todo el mundo quiere ser partícipe de los procesos sociales que se producen en lo real y virtual. La hiperconetividad entretejidas de redes y nueva forma de participación social,   hacen estallar la manera de hacer política. No vivimos del paso de lo virtual a lo real, ambos forman parte del espacio y ciberespacio: Mundo y Cibermundo. Google, Instagram, Twitter , ni otras redes sociales...no son en sí una era, son parte de un mundo digital: La era del Cibermundo. Ver temas de ciberpolítica en Complejidad y Ciberespacio.
De acuerdo al artículo "Cyberpolitics in International Relations", la ciberpolítica se refiere a la unión de dos procesos o realidades pertenecientes a las interacciones humanas relativas a la determinación de "quién obtiene qué, cuándo, cómo". Se utiliza también para referirse al uso de instrumentos virtuales propios del ciberespacio para influir en las configuraciones prevalecientes del poder y la política.  Es decir, el uso de medios, instrumentos y herramientas digitales para influir en los valores, preferencias y afinidades asociadas con la esfera política.

## Origen del término
Una de los primeras publicaciones donde se analiza el concepto de ciberpolítica es en el texto estadounidense "NetActivism: How Citizens Use the Internet" y explica cómo los ciudadanos pueden usar Internet para nivelar el campo de juego con los intermediarios del poder político.
En 1998 se publica "Cyberpolitics: Activism in the Age of the Internet" (Ciberpolítica: activismo en la era de Internet), allí se analiza si Internet y sus tecnologías asociadas aumentan el acceso a contenido político y oportunidades para participar en el proceso político, si hay un sesgo sobre los usuarios de estas tecnologías y las implicaciones que tienen las mismas en el proceso democrático y en la calidad del mismo.

## Ciberpolítica en Latinoamérica y España
Aunque con inferiores niveles de penetración de las nuevas herramientas que sus pares norteamericanos, ya son numerosos los políticos que hacen activismo contando con las herramientas digitales, particularmente imprescindibles para el manejo de la política en las áreas urbanas. Los casos de Marco Enríquez-Ominami en Chile y de Antanas Mockus en Colombia son ejemplos muy notorios del poder de las nuevas herramientas en la Región[cita requerida]. Existe un estudio anual, que promovió originalmente la Fundación Konrad Adenauer bajo la dirección de Carmen Beatriz Fernández, que mide el avance de la ciberpolitica en la subregión.
Además de Fernández (que escribió un libro homónimo) son también pioneros en esta nueva disciplina en Argentina: José Fernández-Ardáiz, Juan Ignacio belbis, Augusto Erbin y Lucas Lanza, en México: Octavio Islas y Homero Tavira Sánchez, así como en España: Antoni Gutiérrez-Rubí, Rafa Rubio, César Calderón y Rafa Laza.En República Dominicana (Andrés Merejo).referencia del término en: Complejidad y ciberespacio (https://andresmerejo.blogspot.com/)
Existen dos estudios sobre Legisladores 2.0, que miden el índice 2.0 de políticos argentinos, donde se refleja claramente el impacto que está causando la Ciberpolítica y la Política 2.0 en América Latina.
Fernández (2012) menciona que “aún cuando el uso de Internet en Latinoamérica lleva un desarrollo sostenido, su alcance es todavía limitado como para considerarle un instrumento de comunicación política masivo, con tasas de penetración promedio que alcanzan el 41% para Marzo del año 2011. Todavía estamos lejos de los estándares norteamericanos y europeos (las tasas promedio en USA y en Europa son del 78% y 58%, respectivamente para la misma fecha).”